# Hutniczy Potok (dopływ Bobru)
Hutniczy Potok, też Miedziany Potok – potok, lewy dopływ Bobru o długości 3,37 km i powierzchni zlewni 2,33 km².
Potok płynie w Sudetach Zachodnich, w Rudawach Janowickich, w województwie dolnośląskim. Wypływa z północno-wschodnich stoków góry Piaskowej (586 m n.p.m.) w Mniszkowie. Płynie u północno-wschodnich podnóży Hutniczego Grzbietu. Wzdłuż potoku biegnie droga dojazdowa z Janowic Wielkich do Mniszkowa.
Dolina potoku została wypreparowana w górnej części w dewońskich fyllitach oraz amfibolitach; w dolnej - w granitach i aplitach waryscyjskich, pomiędzy którymi występowało okruszcowanie rudami miedzi. W dolnej części doliny Hutniczego Potoku stały dawniej zabudowania huty miedzi i płuczki.